# Morelosia guildingia
Morelosia guildingia là loài thực vật có hoa trong họ Mồ hôi. Loài này được (Miers) Kuntze mô tả khoa học đầu tiên năm 1891.